# Oton
Oton ist eine philippinische Stadtgemeinde in der Provinz Iloilo. Sie hat 89.115 Einwohner (Zensus 1. August 2015).

## Baranggays

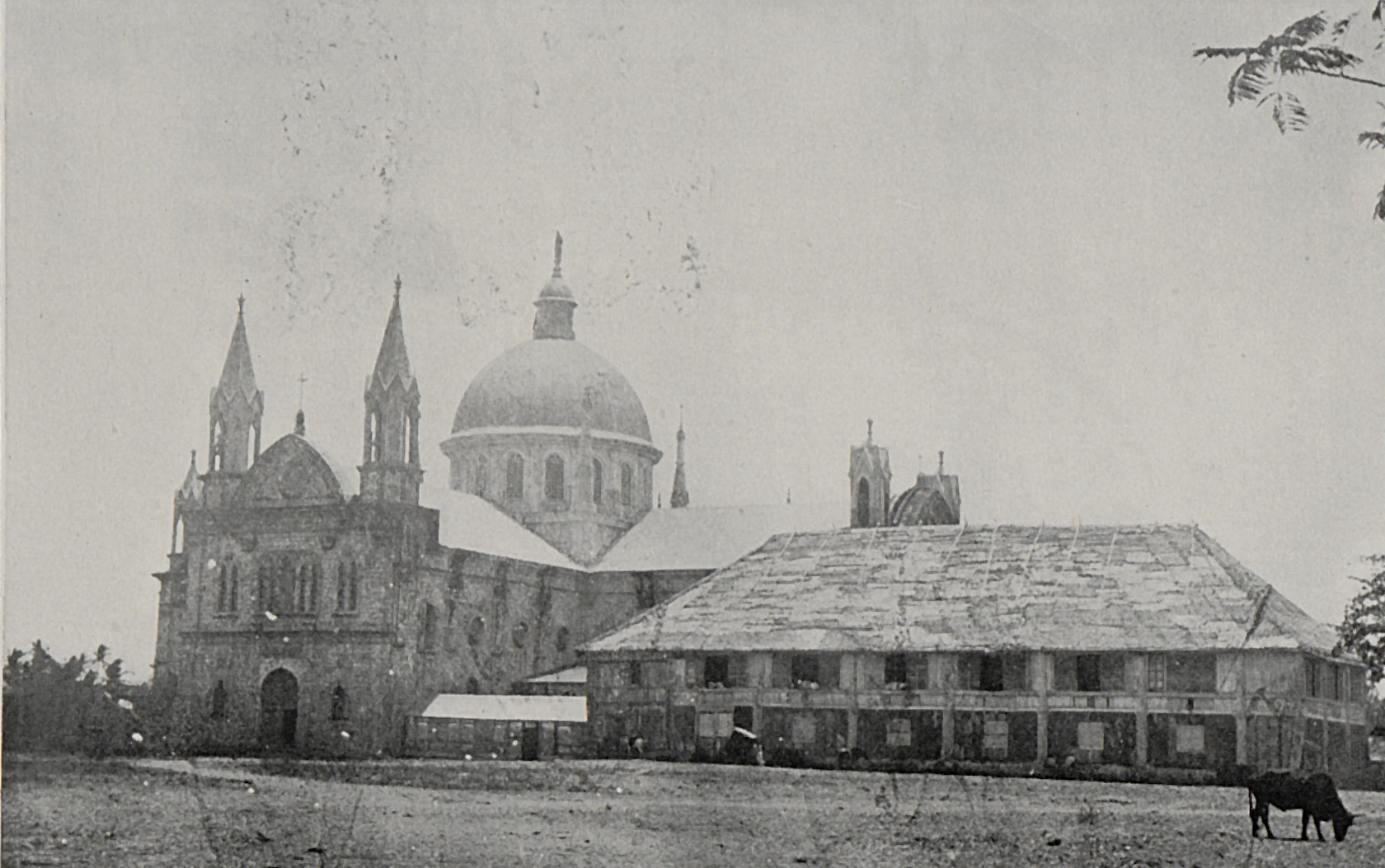
Alte Kathedrale von Oton, 1891 geweiht, Jan. 1948 durch Erdbeben zerstört (1901).

Oton ist politisch in 38 Baranggays unterteilt.
| - Abilay Norte - Abilay Sur - Alegre - Batuan Ilaud - Batuan Ilaya - Bita Norte - Bita Sur - Botong - Buray - Cabanbanan - Caboloan Norte - Caboloan Sur - Cadinglian | - Cagbang - Calam-isan - Galang - Lambuyao - Mambog - Pakiad - Poblacion East - Poblacion North - Poblacion South - Poblacion West - Polo Maestra Bita - Rizal | - Salngan - Sambaludan - San Antonio - San Nicolas - Santa Clara - Santa Monica - Santa Rita - Tagbac Norte - Tagbac Sur - Trapiche - Tuburan - Turog-Turog |